# Alatsee
Der Alatsee ist ein meromiktischer See sechs Kilometer westlich von Füssen in Bayern. Er liegt auf 868 Metern Höhe in einer schluchtartigen Senke nur etwa 80 Meter nördlich des Falkensteinkamms mit der Grenze zu Österreich sowie gut 500 Meter südlich des tiefer gelegenen Weißensees. Von diesem ist er durch den Unteren Weißenseeberg und den Burkenbichlberg getrennt. Er ist 490 Meter lang (Ost-West) und bis 290 Meter breit. Seine Fläche misst zwölf Hektar, und er ist 32,1 (nach anderen Quellen bis zu 35) Meter tief. Der See wird von Grundwasser gespeist, das nach Osten über den Faulenbach durch Obersee und Mittersee in den Lech abfließt.
Der See liegt im Landschaftsschutzgebiet Schutz von Landschaftsteilen im Bereich des Faulenbacher Tales, des Lechtales, des Schwanseetales und des Alpseegebietes im Landkreis Füssen (LSG-00078.01, seit 1956) mit einer Fläche von 13,2 km².

## Ökosystem
In 15 bis 18 Meter Tiefe weist der Alatsee eine leuchtend rote Schicht von Purpur-Schwefelbakterien auf, die als eine der ausgeprägtesten in Süßwasserseen überhaupt gilt. Oberhalb dieser Grenze wird der See im jahreszeitlichen Wechsel durchmischt und ist sauerstoffreich, darunter fast sauerstofflos (anaerob); daher „meromiktisch“.
In den tieferen Schichten kommen daneben auch feuerrote Burgunderblutalgen (Planktothrix rubescens, tatsächlich keine Algen, sondern Cyanobakterien) vor.
Trotz des Sauerstoffmangels und der giftigen Stoffwechselprodukte der Purpur-Schwefelbakterien wurde wiederholt beobachtet, dass sich Fische direkt in die Schicht begeben haben bzw. offensichtlich unversehrt wieder daraus hervorkamen.
Auch wurden sauerstoffbenötigende Lebewesen wie Süßwasserpolypen darin gefunden, ebenso Kolonien verschiedener Bakterienarten, die unter normalen Bedingungen nicht nebeneinander existieren können. Unterschiedliche Arten von Insektenlarven können ebenfalls in der schwefelhaltigen Schicht bzw. im schwefelhaltigen Schlamm überleben.
Der Abfluss des Sees, der Faulenbach, weist eine erhöhte Schwefelwasserstoffkonzentration auf, die auch sofort am Geruch erkennbar ist.

## Geschichte
Eine keltische Kultstätte in der Nähe des Sees ist nachgewiesen worden.
Bis Ende des 19. Jahrhunderts wurde in der unmittelbaren Umgebung des Sees Gips abgebaut. Die Umgebung des Sees selbst wurde jedoch nie besiedelt, sondern im Gegenteil bis in die Neuzeit von den Einheimischen gemieden.

### Zweiter Weltkrieg
Luftwaffentechniker haben auf und im Alatsee während des Zweiten Weltkrieges mit Unterwassermodellen der Focke-Wulf Ta 154 Aerodynamik-Versuche durchgeführt. Im See findet man noch heute große Eisenstangen und -gestelle, die dafür benutzt wurden.
Insbesondere in den 1950er und 1960er Jahren wurden durch diese Gerüchte zahlreiche Schatzsucher und -taucher angelockt, die vieles illegal bargen, vorwiegend versenkte Waffen aus dem Zweiten Weltkrieg. Ein Schatz oder andere Reichtümer wurden jedoch nicht gefunden. Der See ist seit 1983 zum Tauchen gesperrt. Sondergenehmigungen werden für wissenschaftliche Zwecke erteilt.

## Mythen
Um den Alatsee ranken sich viele regionale Mythen und Sagen. Fabelwesen sollen dort hausen sowie Gespenster umgehen. Unvorsichtige Wanderer würden in den See gezogen und in Erdspalten gelockt.
Da wiederholt große Mengen an Fischen starben und auch immer wieder Menschen verschwanden, gilt der See bis heute bei der einheimischen Bevölkerung als verrufener Ort. Diese Todesfälle sind jedoch höchstwahrscheinlich auf freiwerdenden Schwefelwasserstoff zurückzuführen.
Da viele Äste und Baumstämme im Alatsee lagen, wurden die Mönche vom früheren Kloster St. Mang beschuldigt, ihre Pacht an eine alte Frau nicht bezahlt zu haben; so dass sie – um göttlichen Beistand bittend – einen Bergsturz auslösten, der Bäume und Äste ins Wasser rutschen ließ.
Die einheimische Bevölkerung gibt an, dass es möglich sei, durch Erdspalten in der Umgebung des Sees bis nach Österreich zu gelangen.
Aufgrund der Lage des Sees in einer engen Schlucht ergeben sich häufig starke Windströmungen, die zu Verwachsungen und Verkrüppelungen an Bäumen führen. Dies wird von Esoterikern als Zeichen vorhandener Kraftlinien und -felder gedeutet.
Gerüchten zufolge wurden gegen Ende des Zweiten Weltkrieges Goldschätze der Deutschen Reichsbank, die zuvor auf Schloss Neuschwanstein gelagert worden waren, auf dem Grunde des Alatsees versenkt. Diese Gerüchte sowie die militärtechnischen Versuche haben das Autorenteam Michael Kobr und Volker Klüpfel zu ihrem Allgäu-Krimi Seegrund der Reihe Kommissar Kluftinger inspiriert.

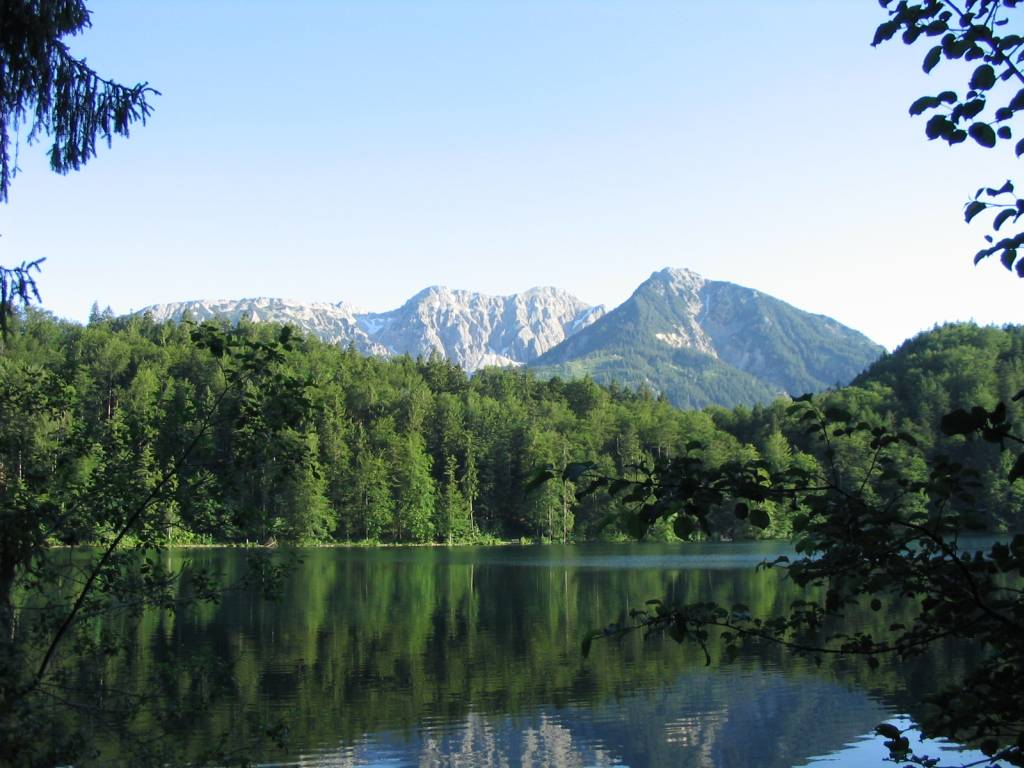
Alatsee mit Vilser Alpen
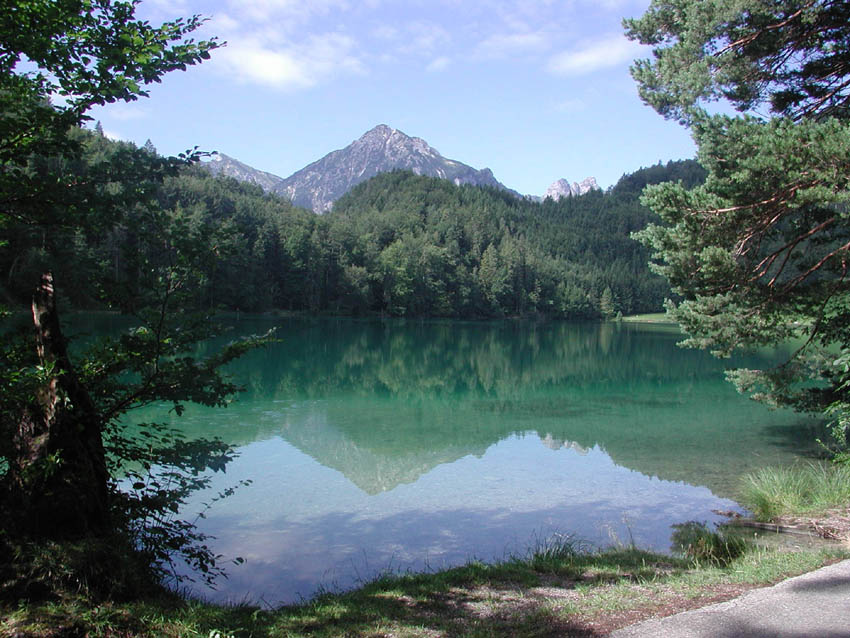
Alatsee mit Rossberg
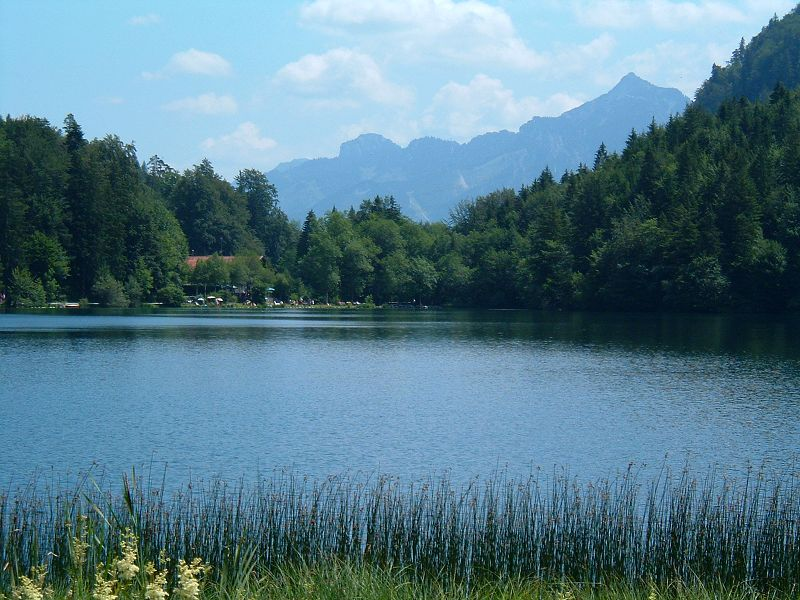
Blick über den Alatsee Richtung Osten